# Sliven (stad)
Sliven (Bulgaars: Сливен) is een stad in het oosten van Bulgarije en de hoofdstad van de gelijknamige oblast. Op 31 december 2019 telde de stad 84.985 inwoners, waarmee het de achtste van het land is.
Sliven is historisch vooral bekend van de vele Bulgaarse hajdoeken die in de negentiende eeuw tegen de Ottomanen hebben gevochten en meer recentelijk door de faam van oud-voetballer Jordan Letsjkov, de voormalige burgemeester van Sliven. De huidige burgemeester is Stefan Radev van de Burgers voor Europese Ontwikkeling van Bulgarije.

## Geografie
Sliven ligt tegen de zuidoostelijke kant van het Balkangebergte, op 243 meter boven zeeniveau, en is bekend om de Sinite Kamani (Bulgaars: Сините камъни, wat "de blauwe rotsen" betekent), een beroemd rotsmassief, onderdeel van het Nationaal Park Sinite Kamani.

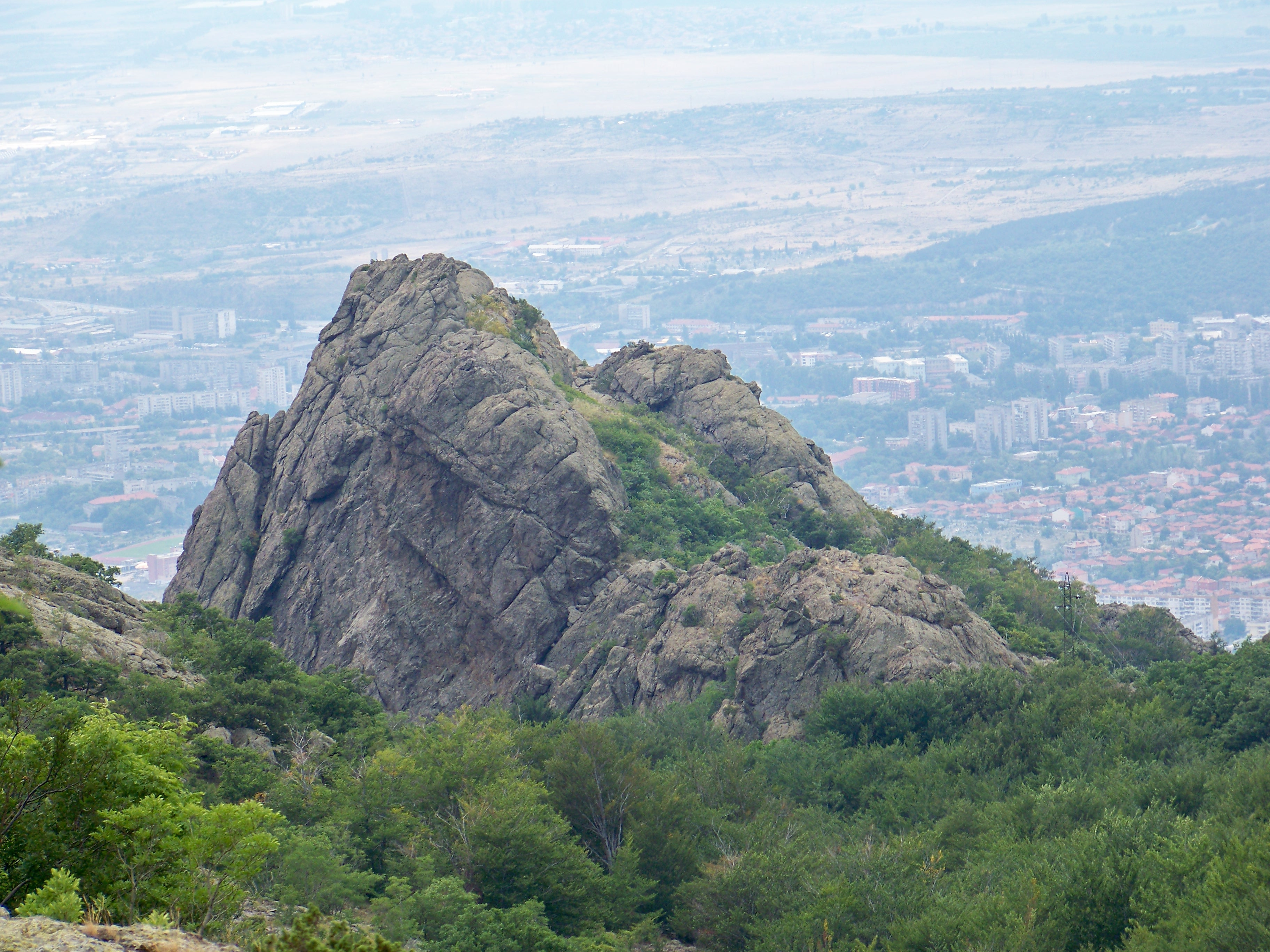
De blauwe rotsen aan de voet van de stad Sliven
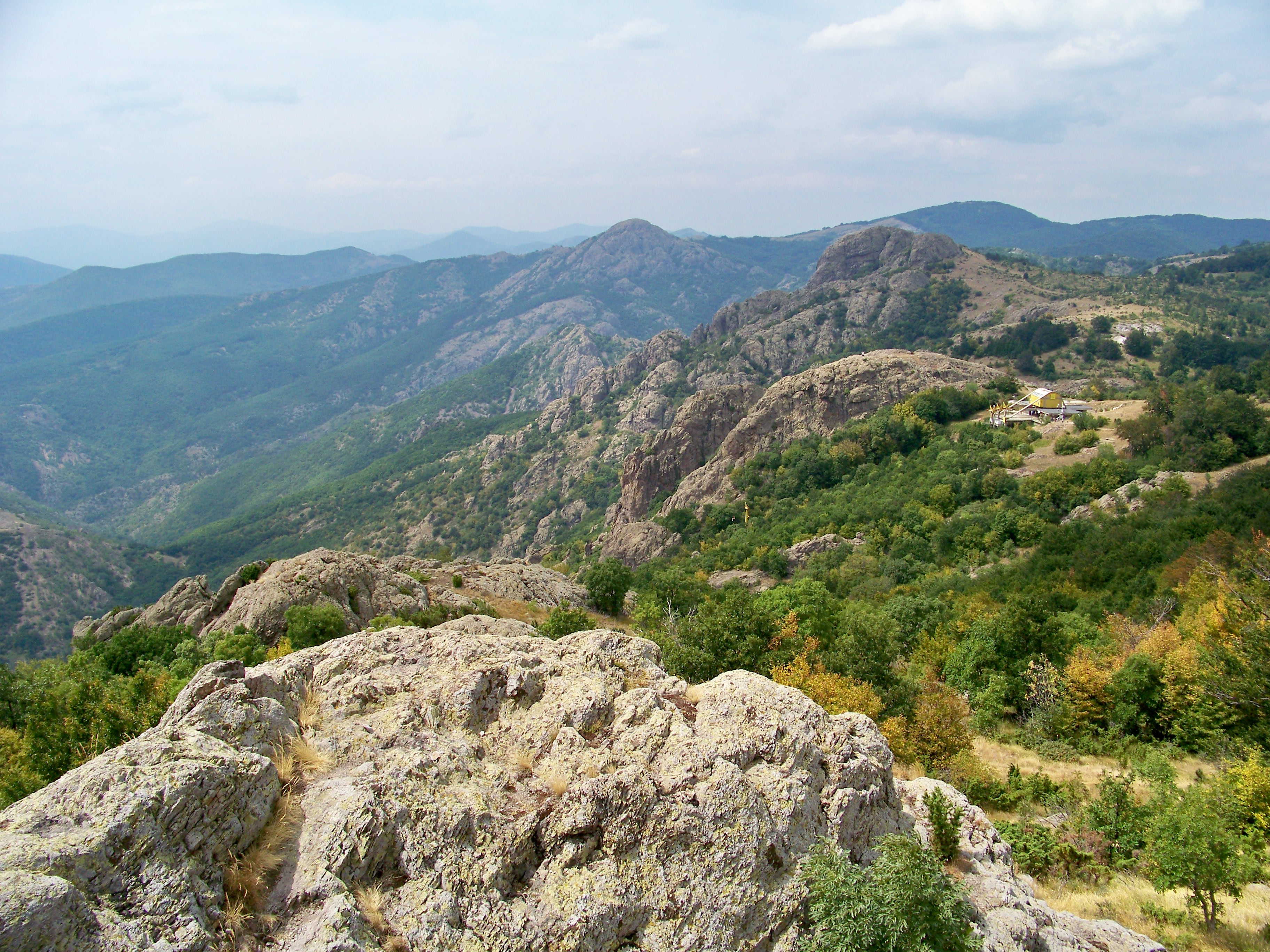
Het landschap en het liftstation
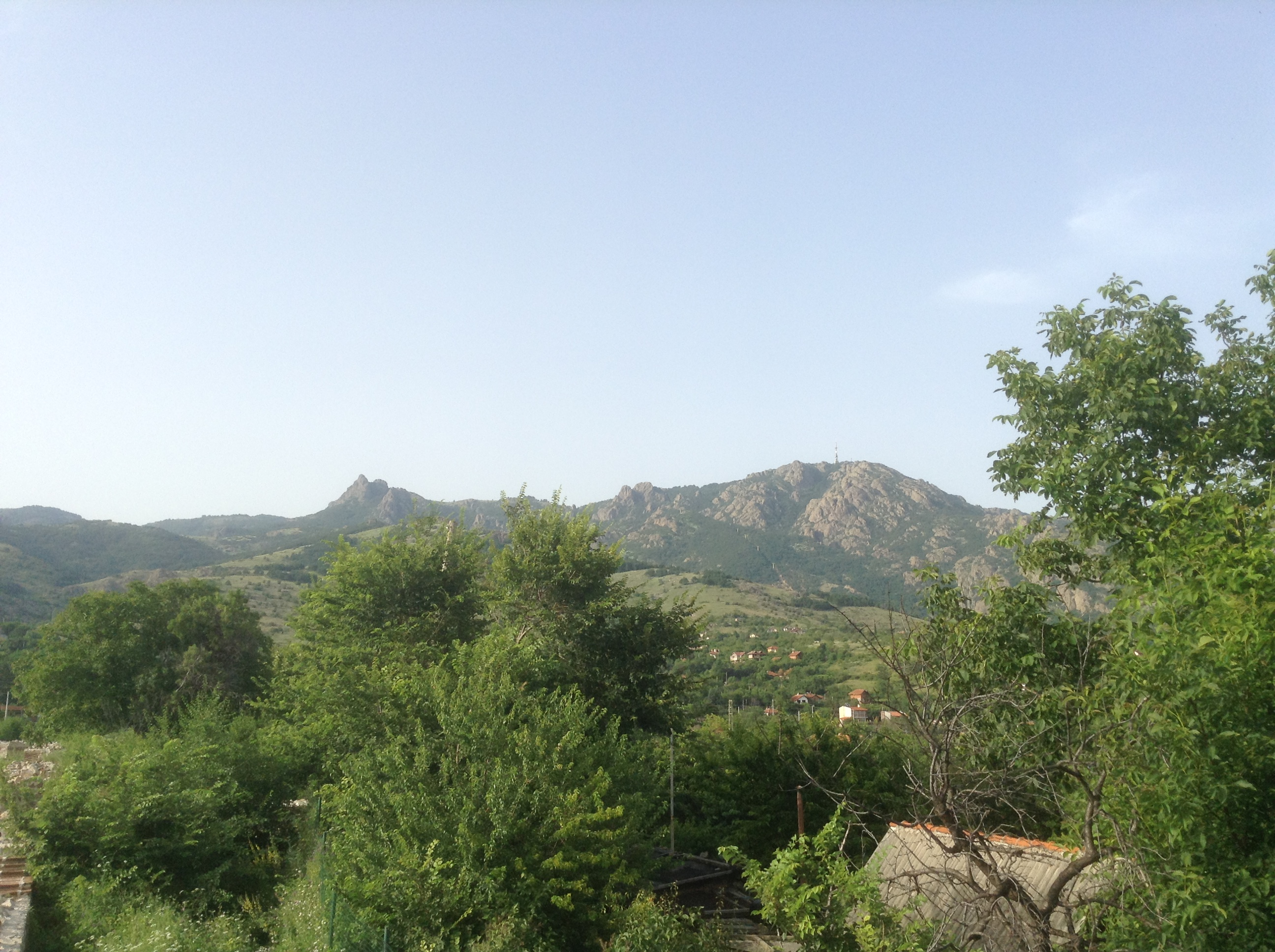
De blauwe stenen van Hisarloek

## Geschiedenis
De stad werd voor het eerste vermeld in 1153 door de Arabische reiziger Idrissi, de ruïnes in de omgeving verraden echter dat het gebied al werd bewoond gedurende de tijd van de Romeinen.
Nadat in 1834 in Bulgarije de Industriële revolutie was begonnen, werd Sliven een van de belangrijkste industriële centra van het land. De stad speelde een belangrijke rol tijdens de Bulgaarse Renaissance en heeft een lange traditie in de textielindustrie (het Manchester van Bulgarije), machinebouw, de glas-, de technische en de voedselindustrie.

## Bevolking
In 1887 telde de stad 20.893 inwoners. Dit is tot voor kort na de val van het communisme continu toegenomen. Tussen 1887 en 1992 is de bevolking meer dan vervijfvoudigd. Het inwonersaantal bereikte een hoogtepunt in de jaren '90: sindsdien neemt het inwonersaantal af, vooral vanwege emigratie. Op 31 december 2019 telde de stad Sliven 84.985 inwoners. De gemeente Sliven, inclusief de stad Kermen en 44 nabijgelegen dorpen, had in dezelfde periode 117.579 inwoners. De stad heeft een hoog geboortecijfer, vooral als gevolg van de significante aanwezigheid van de Roma. Ook tienermoederschappen komen bovengemiddeld vaak voor in Sliven. Van de 1.407 moeders in 2019, waren er 386 jonger dan 20 jaar oud (oftewel 27% van alle moeders).
| Jaar            | 1887          | 1910          | 1934    | 1946    | 1956    | 1965    | 1975    | 1985    | 1992    | 2001    | 2011    | 2019    |
| stad Sliven     | 20.893        | 25.142        | 30.571  | 34.291  | 46.175  | 68.384  | 90.187  | 102.423 | 106.212 | 100.366 | 91.620  | 84.985  |
| gemeente Sliven | geen gegevens | geen gegevens | 73.074  | 80.913  | 94.296  | 114.763 | 132.285 | 142.483 | 144.060 | 136.148 | 125.168 | 117.579 |
| oblast Sliven   | geen gegevens | geen gegevens | 154.324 | 169.230 | 188.373 | 217.170 | 230.827 | 237.764 | 234.785 | 218.474 | 197.493 | 184.119 |

### Etnische samenstelling
In 2011 vormden de etnische Bulgaren de grootste bevolkingsgroep (68.853 personen, oftewel 87%). De stad kent relatief grote aantallen Sinti en Roma. Volgens de volkstelling van 2011 vormden de Bulgaarse Roma 11,4% van de bevolking (5.666 personen), maar waarschijnlijk ligt dit percentage veel hoger. Ook werden er 2.637 Bulgaarse Turken geteld (3,3%) en kleinere aantallen Russen, Armenen en Sarakatsani.
| Gebied          | Bulgaren | Turken | Roma   |
| --------------- | -------- | ------ | ------ |
| stad Sliven     | 68.853   | 2.637  | 5.666  |
| gemeente Sliven | 88.750   | 4.209  | 12.153 |
| oblast Sliven   | 132.697  | 16.784 | 20.478 |

### Religie
Ongeveer 77% van de bevolking behoort tot de Bulgaars-Orthodoxe Kerk. Kleinere minderheden behoorden tot het protestantisme (4%), de islam (3%) of tot het katholicisme (<1%). Ongeveer 8% van de bevolking is ongodsdienstig en de rest heeft geen antwoord gegeven op de optionele vraag van de volkstelling van 2011. Sliven heeft een van de grootste evangelische gemeenschappen in Bulgarije.

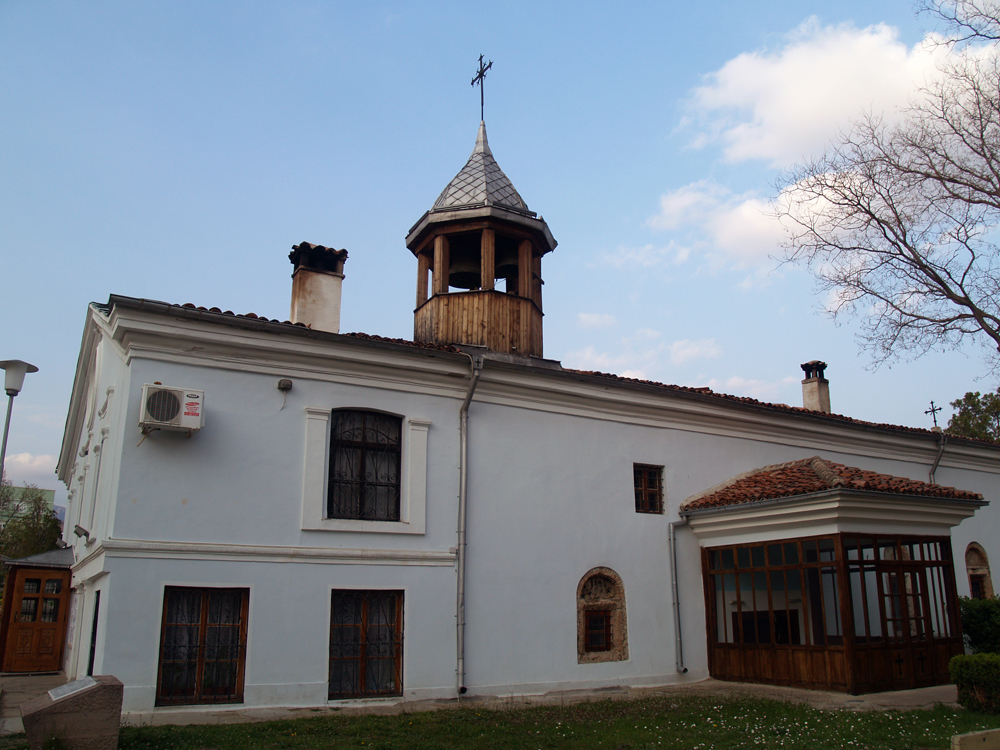
Een kerk gebouwd in 1831
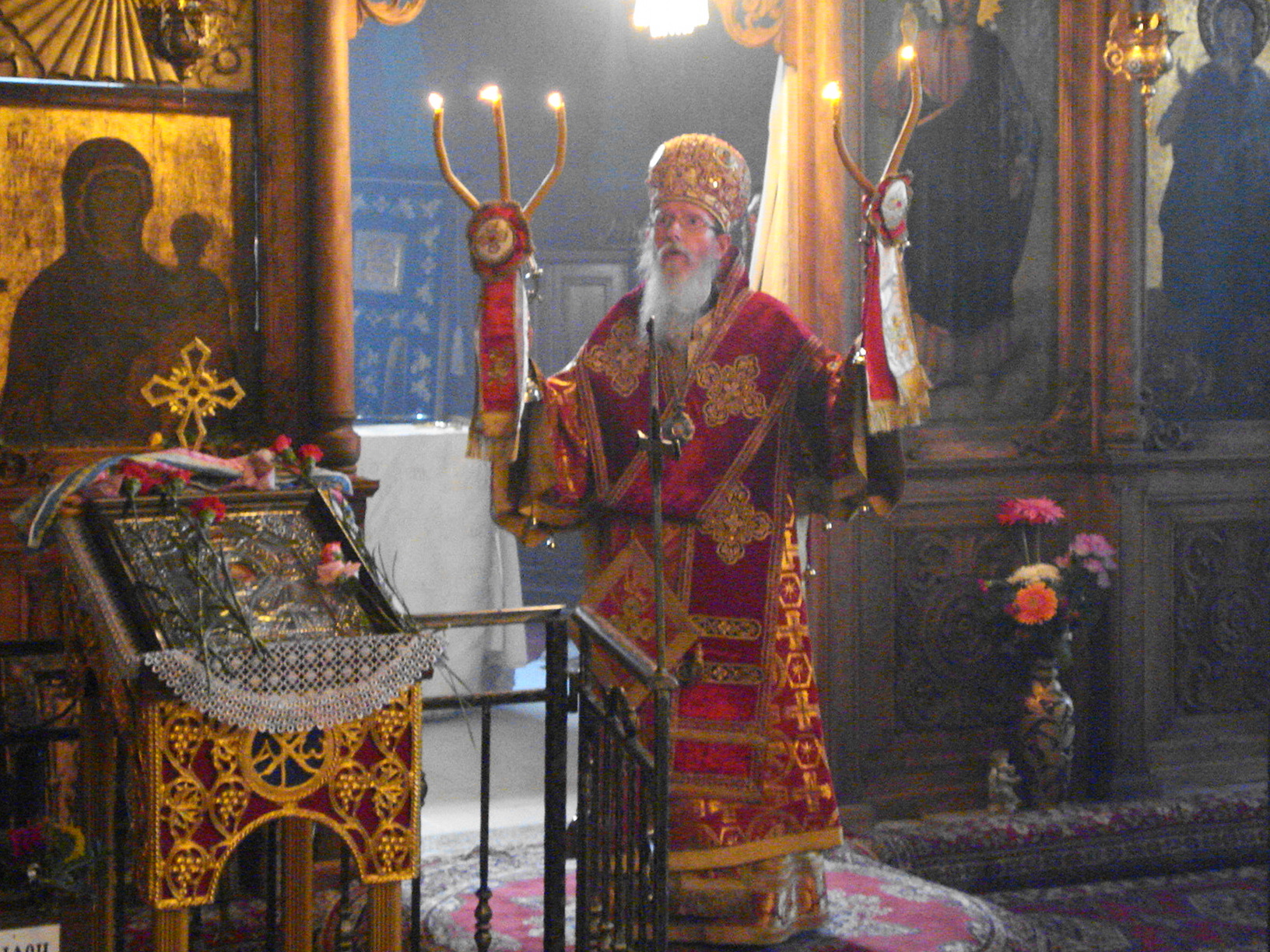
Joanikij (geboren 1939) is de bisschop van Sliven
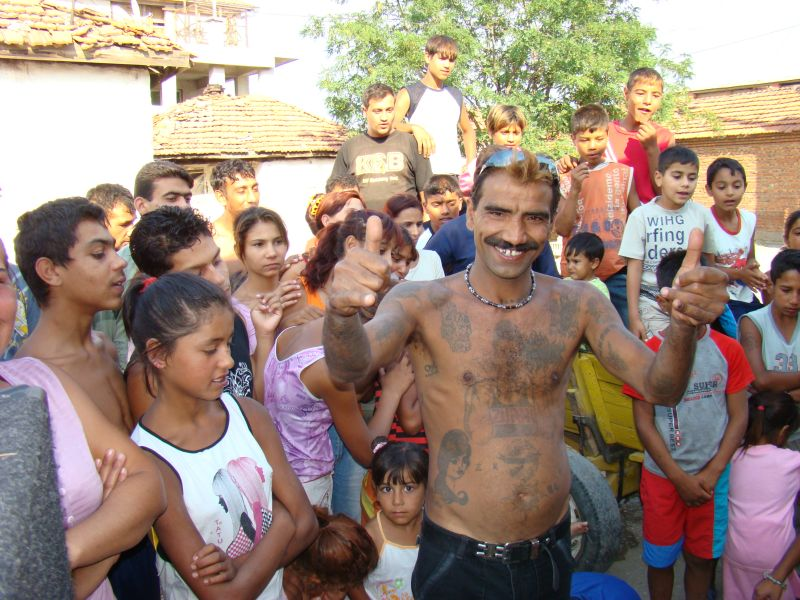
Roma in de wijk 'Nadezjda'

## Cultuur
De culturele erfenis van de Bulgaarse Renaissance is nog steeds aanwezig in Sliven. Het is de geboorteplaats van meerdere mensen die hebben bijgedragen aan de Verlichting, waaronder Chadzji Dimitar, Dobri Tsjintoelov, Evgeniy Tsjapkanov en Ivan Siliminski.

## Criminaliteit
De stad is in Nederland en België vooral bekend om de prostitutie, vrouwenhandel of andere vormen van criminaliteit. Sliven was omstreeks 2010 de herkomststad van bijna de helft van de prostituees in Aarschotstraat, Brussel. Ook van de in Noord-Nederland werkzame prostitutees en escorts was toen bijna de helft afkomstig uit Sliven, net zoals een groot deel van de prostitutees uit Zandpad en Hardebollenstraat in Utrecht.

## Gemeente Sliven
De stad Sliven is het administratieve centrum van de gemeente Sliven, die in totaal uit 46 nederzettingen bestaat. De volgende plaatsen vallen onder het administratieve bestuur van de gemeente Sliven:
| - Bikovo - Binkos - Blatets - Bozjevtsi - Bozadzji - Bjala - Boeglen - Dragodanovo - Gavrailovo - Goergoevets - Gloefisjevo | - Gloesjnik - Goljamo Tsjotsjoveni - Gorno Aleksandrovo - Gradsko - Izgrev - Itsjera - Kalojanovo - Kamen - Kermen (stad) - Kovatsjite - Kroesjare | - Malko Tsjotsjoveni - Metsjkarevo - Mladovo - Nikolaevo - Novatsjevo - Panaretovtsi - Rakovo - Samoeilovo - Seliminovo - Skobelevo - Sotirja | - Sredorek - Stara Reka - Stara Selo - Stroepets - Topoltsjane - Trapoklovo - Tsjintoelovo - Tsjokoba - Zjelioe Voivoda - Zaitsjari - Zlati Voivoda |

## Zustersteden
Sliven is verzusterd met de volgende steden:
- Alba Iulia, Roemenië
- Chongqing, China
- Gera, Duitsland
- Jerash, Jordanië
- Kaisariani, Griekenland
- Melitopol, Oekraïne
- Pécs, Hongarije
- Svetlahorsk, Wit-Rusland
- Taraclia, Moldavië
- Tekirdağ, Turkije
- Ternopil, Oekraïne
- Voronezh, Rusland

## Geboren in Sliven
- Anton Pann (±1796-1854), Ottomaans dichter en componist
- Nikola Zjekov (1864-1949), minister van Oorlog van Bulgarije
- Julia Kristeva (1941), Frans linguïste, filosofe, feministe en schrijfster van Bulgaarse afkomst
- Krassimir Avramov (1972), zanger
- Stojan Kolev (1976), voetballer
- Azis (1976), zanger
- Javor Vandev (1983), voetballer